# Ekstremalny Rajd na Orientację „Harpagan”
Ekstremalny Rajd na Orientację „Harpagan” (od harpagan = osoba niezwykle wytrzymała, silna, wytrwała) – amatorskie zawody sportowe organizowane dwa razy w roku wiosną i jesienią na Pomorzu w okolicy Gdańska. Jest to zarazem rodzaj maratonu i biegu na orientację. Celem jest sprawdzenie granic wytrzymałości fizycznej, psychicznej oraz siły woli zawodników. „Harpagan” jest zaliczany do Pucharu Polski w Pieszych Maratonach na Orientację
Zawody są tak pomyślane, aby tylko niewielu startujących było w stanie pokonać trasę w wyznaczonym limicie czasu. Zawodnicy, którzy tego dokonają otrzymują tytuł „Harpagana”, tytuł ten można zdobyć wyłącznie na trasach: TP100, TM150 oraz TR200. Zwykle jest to kilkanaście osób, choć czasami zdarza się, że nikt go nie otrzymuje. Ci, którzy zmieszczą się w limicie czasowym są klasyfikowani z uwzględnieniem czasu pokonania trasy. Pozostali są klasyfikowani najpierw według liczby zaliczonych punktów kontrolnych, a wśród tych którzy zdobyli ich tyle samo brany jest pod uwagę czas dotarcia do mety.
W trakcie zawodów zawodnikom nie wolno korzystać z żadnej pomocy, mogą tylko dokonywać zakupów w okolicznych sklepach. Każdy zawodnik ma prawo zabrać na trasę dowolny ekwipunek, którego nie może jednak później uzupełniać. Nie wolno posiadać własnej mapy w skali większej niż dostarczone przez organizatora. Trasa zawodów stanowi tajemnicę aż do momentu startu, kiedy to zawodnicy są zaopatrywani w mapę terenową z zaznaczonymi punktami kontrolnymi, które trzeba kolejno zaliczać. Przed rozpoczęciem zawodów znany jest tylko punkt startu. Wielu zawodników przybywa wcześniej w okolice startu, aby przeprowadzić rekonesans i zapoznać się możliwie jak najdokładniej z terenem, co często zwiększa szansę na osiągnięcie sukcesu.
Organizowane są trzy konkurencje na ośmiu trasach:
- trasa piesza (TP100) – celem każdego zawodnika jest pokonanie 100 km w limicie czasu 24 h; uczestnik otrzymuje bezpośrednio przed startem mapę w skali 1:50 000 z zaznaczonymi punktami kontrolnymi, które musi zaliczyć po kolei; zwykle tworzone są dwie pętle po ok. 50 km; start odbywa się o godz. 21, tak że większą część pierwszej pętli pokonuje się w nocy.
- trasa piesza (TP50) – celem każdego zawodnika jest pokonanie 50 km w limicie czasu 12 h; uczestnik otrzymuje bezpośrednio przed startem mapę w skali 1:50 000 z zaznaczonymi punktami kontrolnymi, które musi zaliczyć po kolei; pętla 50 km; start odbywa się o godz. 7:30, Trasę pokonujemy w Dzień. Ukończenie trasy w limicie nie uprawnia do otrzymania miana Harpagana.
- trasa piesza (TP25) – celem każdego zawodnika jest pokonanie 25 km w limicie czasu 8 h; uczestnik otrzymuje bezpośrednio przed startem mapę w skali 1:25 000 z zaznaczonymi punktami kontrolnymi, które musi zaliczyć po kolei; pętla 50 km; start odbywa się o godz. 9:30, Trasę pokonujemy w Dzień. Ukończenie trasy w limicie nie uprawnia do otrzymania miana Harpagana.
- trasa piesza (TP10) – celem każdego zawodnika jest pokonanie 10 km w limicie czasu 5 h; uczestnik otrzymuje bezpośrednio przed startem mapę w skali 1:10 000 z zaznaczonymi punktami kontrolnymi, które musi zaliczyć po kolei; pętla 10 km; start odbywa się o godz. 11:00, Trasę pokonujemy w Dzień. Ukończenie trasy w limicie nie uprawnia do otrzymania miana Harpagana.
- trasa rowerowa (TR200) – celem każdego uczestnika jest zdobycie potwierdzenia obecności na 20 punktach kontrolnych, co wiąże się z pokonaniem dystansu ok. 200 km w maksymalnym czasie 12 godz.; trasę wolno pokonywać dowolnym rowerem, choć większość uczestników preferuje zwykle rowery górskie lub przełajowe; każdy uczestnik otrzymuje bezpośrednio przed startem mapę w skali 1:100 000 z zaznaczonymi punktami kontrolnymi; kolejność zaliczania punktów jest dowolna i każdy zawodnik musi sam ustalić najkorzystniejszą dla siebie trasę; start organizowany jest w godzinach porannych
- trasa rowerowa (TR100) – celem każdego uczestnika jest zdobycie potwierdzenia obecności na 12 punktach kontrolnych, co wiąże się z pokonaniem dystansu ok. 100 km w maksymalnym czasie 8 godz.; trasę wolno pokonywać dowolnym rowerem, choć większość uczestników preferuje zwykle rowery górskie lub przełajowe; każdy uczestnik otrzymuje bezpośrednio przed startem mapę w skali 1:100 000 z zaznaczonymi punktami kontrolnymi; kolejność zaliczania punktów jest dowolna i każdy zawodnik musi sam ustalić najkorzystniejszą dla siebie trasę; start organizowany jest w godzinach porannych. Ukończenie trasy w limicie nie uprawnia do otrzymania miana Harpagana.
- trasa rowerowa (TR50) – celem każdego uczestnika jest zdobycie potwierdzenia obecności na 10 punktach kontrolnych, co wiąże się z pokonaniem dystansu ok. 50 km w maksymalnym czasie 6 godz.; trasę wolno pokonywać dowolnym rowerem, choć większość uczestników preferuje zwykle rowery górskie lub przełajowe; każdy uczestnik otrzymuje bezpośrednio przed startem mapę w skali 1:50 000 z zaznaczonymi punktami kontrolnymi; kolejność zaliczania punktów jest dowolna i każdy zawodnik musi sam ustalić najkorzystniejszą dla siebie trasę; start organizowany jest w godzinach porannych. Ukończenie trasy w limicie nie uprawnia do otrzymania miana Harpagana.
- trasa mieszana (TM) – celem zawodnika jest przejście 50 km i przejechanie rowerem 100 km w czasie 18 godz.; start etapu pierwszego następuje razem z TP100; na poszczególnych etapach panują zasady takie same jak na „czystych” trasach.

Pierwsze edycje Harpagana odbywały się po linii prostej – start z miejsca A, meta w punkcie B z półmetkiem na 50 km. Trasa po dwóch pętlach po raz pierwszy została poprowadzona w 15. edycji zawodów i tak jest do dziś. Aż do ósmej edycji był to wyłącznie rajd pieszy. Trzy razy Harpagan odbył się również na kajakach, były to edycje: 19, 21 i 22. W trakcie 21. Harpagana rozegrano też edycję konną. Późniejsze edycje nie były już tak urozmaicone. Niedawno wprowadzono mieszaną trasę pieszo-rowerową. Wraz z H43 zostały wprowadzone dwie trasy o charakterze bardziej rekreacyjnym(TP50 i TR100).
Do roku 2012 rekordowym pod względem liczby uczestników był Harpagan 32, w którym uczestniczyło na 3 trasach około 960 zawodników. Harpagan 43 przekroczył „magiczną” liczbę 1000 startujących. Aktualny rekord to 58 edycja Harpagana, gdzie wystartowało 1620 uczestników.

## Miejsce organizacji dotychczasowych zawodów oraz statystyki uczestników[2][3][4]
| Edycja | Miejsce              | Data                    | Trasy                                                                         | Liczba uczestników                                          | Tytuł Harpagana otrzymało (w tym kobiet) | Uwagi |
| ------ | -------------------- | ----------------------- | ----------------------------------------------------------------------------- | ----------------------------------------------------------- | ---------------------------------------- | --- |
| H1     | Sopot                | 28–29 października 1989 | Sopot – Kościerzyna                                                           | 5                                                           |                                          | trasa w linii prostej                                                                                          |
| H2     | Wejherowo            | kwiecień 1990           | Wejherowo – Sierakowice                                                       |                                                             |                                          | |
| H3     | Wejherowo            | październik 1990        | Wejherowo – Sierakowice                                                       |                                                             |                                          | |
| H4     | Kartuzy              | kwiecień 1991           | Kartuzy – Wejherowo                                                           |                                                             |                                          | |
| H5     | Sulęczyno            | 24–25 kwietnia 1993     | Sulęczyno – Kartuzy                                                           |                                                             |                                          | |
| H6     | Milwino              | 16–17 października 1993 | Milwino – Kartuzy                                                             |                                                             |                                          | |
| H7     | Sopieszyno           | 14–15 kwietnia 1994     | Sopieszyno – Niepoczołowice                                                   |                                                             |                                          | |
| H8     | Gościcino            | 15–16 października 1994 | Gościcino – Kartuzy                                                           |                                                             |                                          | |
| H9     | Swarożyn             | 7–8 kwietnia 1995       | Swarożyn – Chwaszczyno                                                        |                                                             |                                          | pierwszy rowerowy                                                                                              |
| H10    | Skarszewy            | 15–16 października 1995 | Skarszewy – Kartuzy                                                           |                                                             |                                          | |
| H11    | Sopot                | 20–21 kwietnia 1996     | Sopot – Kościerzyna                                                           |                                                             |                                          | |
| H12    | Skarszewy            | 19–20 października 1996 | Skarszewy – Żukowo                                                            |                                                             |                                          | |
| H13    | Kościerzyna          | 12–13 kwietnia 1997     | Kościerzyna – Gdańsk Kokoszki                                                 |                                                             |                                          | |
| H14    | Sierakowice          | 11–12 października 1997 | Sierakowice – Gdynia Chylonia                                                 |                                                             |                                          | |
| H15    | Wejherowo            | 18–19 kwietnia 1998     | Wejherowo – Borowo                                                            |                                                             |                                          | na trasie pętli                                                                                                |
| H16    | Gdańsk-Brętowo       | 6–8 listopada 1998      | Gdańsk-Brętowo – Żukowo                                                       | 69                                                          |                                          | 2 pętle |
| H17    | Kartuzy              | 23–25 kwietnia 1999     |                                                                               | 57                                                          |                                          | |
| H18    | Wejherowo            | 22–24 października 1999 |                                                                               | 245                                                         |                                          | |
| H19    | Czarna Woda          | 14–16 kwietnia 2000     |                                                                               | 515                                                         |                                          | dodatkowo trasa kajakowa                                                                                       |
| H20    | Lębork               | 20–22 października 2000 |                                                                               | 504                                                         |                                          | |
| H21    | Lębork               | 20–22 kwietnia 2001     |                                                                               | 705                                                         |                                          | dodatkowo trasa kajakowa i konna                                                                               |
| H22    | Kwidzyn              | 19–21 października 2001 |                                                                               | 655                                                         |                                          | dodatkowo trasa kajakowa                                                                                       |
| H23    | Drzewina             | 19–21 kwietnia 2002     |                                                                               | 514                                                         |                                          | |
| H24    | Puck                 | 18–20 października 2002 |                                                                               | 596                                                         |                                          | |
| H25    | Elbląg               | 25–27 kwietnia 2003     |                                                                               | 555                                                         |                                          | |
| H26    | Bytonia              | 17–19 października 2003 |                                                                               | 635                                                         |                                          | |
| H27    | Bytów                | 16–18 kwietnia 2004     |                                                                               | 810                                                         |                                          | |
| H28    | Kościerzyna          | 15–17 października 2004 |                                                                               | 683                                                         |                                          | |
| H29    | Sierakowice          | 15–17 kwietnia 2005     |                                                                               | 674                                                         |                                          | |
| H30    | Czersk – Rytel       | 14–16 października 2005 | - TP100; - TR200; - TM150;                                                    | 774                                                         | - 139 (10) - 2 (0) - 5 (0)               | |
| H31    | Bożepole Wielkie     | 21–23 kwietnia 2006     | - TP100; - TR200; - TM150;                                                    | 801                                                         | - 21 (2) - 0 (0) - 2 (0)                 | |
| H32    | Przodkowo            | 20–22 października 2006 | - TP100; - TR200; - TM150;                                                    | 945                                                         | - 46 (5) - 8 (0) - 2 (0)                 | |
| H33    | Trąbki Wielkie       | 20–22 kwietnia 2007     | - TP100; - TR200; - TM150;                                                    | 787                                                         | - 116 (9) - 3 (0) - 1 (0)                | |
| H34    | Kobylnica            | 26–28 października 2007 | - TP100; - TR200; - TM150;                                                    | 742                                                         | - 58 (1) - 0 (0) - 1 (0)                 | |
| H35    | Łęczyce              | 18–20 kwietnia 2008     | - TP100; - TR200; - TM150;                                                    | 680                                                         | - 21 (2) - 0 (0) - 0 (0)                 | |
| H36    | Sierakowice          | 17–19 października 2008 | - TP100; - TR200; - TM150;                                                    | 785                                                         | - 27 (0) - 0 (0) - 1 (0)                 | |
| H37    | Bytonia              | 17–19 kwietnia 2009     | - TP100; - TR200; - TM150;                                                    | 901                                                         | - 93 (5) - 5 (0) - 3 (0)                 | |
| H38    | Reda                 | 16–18 października 2009 | - TP100; - TR200; - TM150;                                                    | 826                                                         | - 31 (1) - 0 (0) - 0 (0)                 | |
| H39    | Gdańsk-Osowa         | 7–9 maja 2010           | - TP100; - TR200; - TM150;                                                    | 750                                                         | - 44 (2) - 6 (0) - 1 (0)                 | przełożony z 16–18 kwietnia 2010                                                                               |
| H40    | Kościerzyna          | 15–17 października 2010 | - TP100; - TR200; - TM150;                                                    | 871                                                         | - 211 (13) - 2 (0) - 7 (0)               | |
| H41    | Lipnica              | 15–17 kwietnia 2011     | - TP100; - TR200; - TM150;                                                    | 896                                                         | - 191 (14) - 3 (0) - 1 (0)               | |
| H42    | Elbląg               | 14–16 października 2011 | - TP100; - TR200; - TM150;                                                    | 801                                                         | - 10 (0); - 0 (0); - 0 (0);              | |
| H43    | Czarna Woda          | 20–22 kwietnia 2012     | - TP100; TP50; - TR200; TR100; - TM150;                                       | 1069                                                        | - 176 (7) - 3 (0) - 8 (0)                | |
| H44    | Redzikowo            | 19–21 października 2012 | - TP100; TP50; - TR200; TR100; - TM150;                                       | 902                                                         | - 46 (1) - 0 (0) - 0 (0)                 | |
| H45    | Kolbudy              | 19–21 kwietnia 2013     | - TP100; TP50; TP10; - TR200; TR100; - TM150;                                 | 1057                                                        | - 94 (4) - 0 (0) - 2 (0)                 | |
| H46    | Kwidzyn              | 18–20 października 2013 | - TP100; TP50; TP25; TP10; - TR200; TR100; TR50; - TM150;                     | 1041                                                        | - 78 (5) - 0 (0) - 3 (0)                 | |
| H47    | Bożepole Wielkie     | 11–13 kwietnia 2014     | - TP100; TP50; TP25; TP10; - TR200; TR100; TR50; - TM150;                     | 1373                                                        | - 82 (2) - 8 (0) - 1 (0)                 | |
| H48    | Lipusz               | 17–19 października 2014 | - TP100; TP50; TP25; TP10; - TR200; TR100; TR50; - TM150;                     | 1364                                                        | - 72 (6) - 10 (0) - 12 (3)               | |
| H49    | Kaliska              | 17–19 kwietnia 2015     | - TP100; TP50; TP25; TP10; - TR200; TR100; TR50; - TM150;                     | 1274                                                        | - 140 (7) - 14 (0) - 14 (1)              | |
| H50    | Sierakowice          | 16–18 października 2015 | - TP100; TP50; TP25; TP10; - TR200; TR100; TR50; - TM150;                     | 1536                                                        | - 68 (6) - 14 (0) - 4 (0)                | |
| H51    | Bytów                | 15–17 kwietnia 2016     | - TP100; TP50; TP25; TP10; - TR200; TR100; TR50; - TM150;                     | 1222                                                        | - 90 (6) - 6 (0) - 2 (0)                 | |
| H52    | Człuchów             | 14–16 października 2016 | - TP100; TP50; TP25; TP10; - TR200; TR100; TR50; - TM150;                     | 1000                                                        | - 70 (2) - 15 (0) - 12 (0)               | |
| H53    | Cewice               | 21–23 kwietnia 2017     | - TP100; TP50; TP25; TP10; - TR200; TR100; TR50; - TM150;                     | 1015                                                        | - 24 (1) - 2 (0) - 0 (0)                 | |
| H54    | Szemud               | 20–22 października 2017 | - TP100; TP50; TP25; TP10; - TR200; TR100; TR50; - TM150;                     | 1351                                                        | - 18 (0) - 3 (0) - 1 (0)                 | |
| H55    | Choczewo             | 20–22 kwietnia 2018     | - TP100; TP50; TP25; TP10; - TR200; TR100; TR50; - TM150;                     | 1556                                                        | - 76 (6) - 22 (0) - 9 (0)                | |
| H56    | Kwidzyn              | 19–21 października 2018 | - TP100; TP50; TP25; TP10; - TR200; TR100; TR50; TR20; - TM150;               | 1589                                                        | - 82 (6) - 31 (0) - 25 (0)               | |
| H57    | Miastko              | 12–14 kwietnia 2019     | - TP100; TP50; TP50N; TP25; TP10; - TR200; TR100; TR50; TR20; - TM150;        | 1480                                                        | - 35 (2) - 13 (0) - 2 (0)                | |
| H58    | Bożepole Wielkie     | 18–20 października 2019 | - TP100; TP50; TP50N; TP25; TP10; - TR200; TR100; TR50; TR20; - TM150;        | 1620                                                        | - 29 (1) - 27 (0) - 24 (0)               | |
| H59    | Lipusz               | 17–19 kwietnia 2020     | -                                                                             | -                                                           | -                                        | Ze względu na pandemię COVID-19 wstępnie przeniesiony na 26-28 czerwca 2020, następnie edycja została odwołana |
| H59    | Porzecze             | 16–18 października 2020 | - TP100; TP50; TP50N; TP25; TP25N; - TR200; TR100; TR50; - TM150;             | 803* * - w momencie publikacji brak dostępu do wyników TR50 | - 22 (1) - 14 (0) - 4 (0)                | Rajd odbył się zmienionej formie z zachowaniem reżimu sanitarnego                                              |
| H60    | -                    | 16–18 kwietnia 2021     | -                                                                             | -                                                           | -                                        | W związku z rządowymi obostrzeniami odnośnie panującej pandemii COVID-19 edycja nie odbyła się                 |
| H60    | Ocypel               | 15–17 października 2021 | - TP100; TP50; TP50N; TP25; TP25N; TP10; - TR200; TR100; TR50; TR20; - TM150; | 1211                                                        | - 65 (4) - 40 (1) - 10 (0)               | |
| H61    | Lipusz               | 8–10 kwietnia 2022      | - TP100; TP50; TP50N; TP25; TP25N; TP10; - TR200; TR100; TR50; TR20; - TM150; | 1250                                                        | - 48 (4) - 20 (1) - 17 (0)               | |
| H62    | Kaliska              | 14-16 października 2022 | - TP100; TP50; TP50N; TP25; TP25N; TP10; - TR200; TR100; TR50; TR20; - TM150; | 1335                                                        | - 55 (4) - 22 (1) - 15 (1)               | |
| H63    | Kwidzyn              | 14–16 kwietnia 2023     | - TP100; TP50; TP50N; TP25; TP25N; TP10; - TR200; TR100; TR50; TR20; - TM150; | 1398                                                        | - 48 (2) - 57 (2) - 12 (1)               | |
| H64    | Studzienice          | 27–29 października 2023 | - TP100; TP50; TP50N; TP25; TP25N; TP10; - TR200; TR100; TR50; TR20; - TM150; | 1128                                                        | - 39 (0) - 9 (0) - 11 (0)                | przełożono z 13-15 października                                                                                |
| H65    | Skrzeszewo Żukowskie | 12-14 kwietnia 2024     | - TP100; TP50; TP50N; TP25; TP25N; TP10; - TR200; TR100; TR50; TR20; - TM150; | 1447                                                        | - 25 (0) - 14 (0) - 2 (0)                | |
| H66    | Cewice               | 11-13 października 2024 | - TP100; TP50; TP50N; TP25; TP25N; TP10; - TR200; TR100; TR50; TR20; - TM150; | 1170                                                        | - 16 (0) - 18 (0) - 3 (0)                | |